# Geelvinck Muziek Museum
Het Geelvinck Muziek Museum was van 2017-2019 een museum aan de Zaadmarkt in de Gelderse stad Zutphen. Het toonde onder meer een deel van de Sweelinck Collectie, de omvangrijkste collectie historische piano's van Nederland. Een speciaal deel van de tentoonstelling was gewijd aan Ludwig van Beethoven, waarbij er ingegaan werd op de theorie dat hij in Zutphen zou kunnen zijn geboren. Het museum is in virtuele vorm behouden gebleven.

## Achtergrond
Het museum werd op 30 juni 2017 geopend in het uit de late middeleeuwen stammende Huis de Wildeman aan de Zaadmarkt, met een klassieke gevel uit de late 18e eeuw. Van 1975 tot en met 2015 was er het Museum Henriette Polak gevestigd. De gemeente Zutphen gaf het patriciërshuis twee jaar aan Geelvinck in bruikleen, met de intentie om daarna te verlengen. Sedert 2016 vindt ook het jaarlijkse Geelvinck Fortepiano Festival gedeeltelijk in Zutphen plaats. Het museum is een voortzetting van het Museum Geelvinck Hinlopen Huis uit Amsterdam, dat eind 2015 uit deze locatie verhuisd is. In Amsterdam heeft Museum Geelvinck nog een vestiging in de Posthoornkerk (Haarlemmerstraat), die uitsluitend op aanvraag voor het publiek toegankelijk is. De Geelvinck Muziek Musea zijn in 2016 een nauwe samenwerking aangegaan met het eveneens in Amsterdam gevestigde Pianola Museum, dat sedertdien het Geelvinck Pianola Museum heet.
Als gevolg van een opeenstapeling van tegenvallende omstandigheden, waaronder een dramatisch vochtprobleem in het achterhuis van 'De Wildeman', werd op 4 november 2019 het museum gesloten voor het publiek. Museum Geelvinck heeft de in het gebouw geëxposeerde collectie naar depots elders verhuisd, onder meer terug naar zijn vestiging in Amsterdam. Onderdelen van de collectie zijn onder meer te zien in het Luther Museum Amsterdam en Museum Oud Amelisweerd, waar Geelvinck Musea concerten organiseert.

## Collectie

### Geboortestad van Beethoven?
Het museum ging in op de theorie dat Ludwig van Beethoven geboren kan zijn in Zutphen in plaats van in Bonn. Deze theorie leunt op Beethoven's uitlatingen over het feit dat hij in 1772 en niet in 1770 zou zijn geboren. In 1772 waren zijn ouders met een muziekgezelschap in Zutphen en Ludwig zou dan in het Franse Logement in die stad kunnen zijn geboren. Het doopcertificaat uit 1770 zou dan afgegeven zijn bij de doop van zijn vroeg overleden broer Ludwig. Het Beethoven-Haus in Bonn, waar Beethoven zijn jeugd doorbracht staat te boek als zijn geboortehuis en is een toeristische trekker. In Zutphen was op de eerste verdieping een tentoonstelling te zien over Beethoven en zijn invloed tot op de dag van vandaag.

### Verdere stukken uit de collectie
Daarnaast was een deel van de Sweelinck Collectie te zien, de omvangrijkste collectie historische piano's van Nederland. Een van de pronkstukken van de collectie was een mahoniehouten tafelpiano waarop koningin Marie Antoinette ooit heeft gespeeld. Het instrument stamt uit 1788 en werd gemaakt door de gebroeders Erard. Daarnaast waren er piano's uit de 18e en 19e eeuw te zien, met als oudste instrument een spinet uit 1742. Een deel van de muziekinstrumenten was nog bespeelbaar. In het museum werden geregeld concerten georganiseerd, waaronder het Geelvinck International Fortepiano Concours.
Naast Beethoven, werd er ook aandacht besteed aan andere componisten, van Wolfgang Amadeus Mozart tot Frédéric Chopin. Om het leven en werk van de componisten te visualiseren werd gebruik gemaakt van onder meer afbeeldingen op postzegels, oude ansichtkaarten, elpeehoezen, historische prenten en dergelijke. Ook werd ingegaan op de ontwikkeling van de techniek van piano's, klavechords en klavecimbels. Een zaal was gewijd aan pianola's, vroege harmoniums en andere afwijkende toetsinstrumenten zoals de glasharmonica, het fysharmonium, de glaschord en de dulcitone.

## Galerij

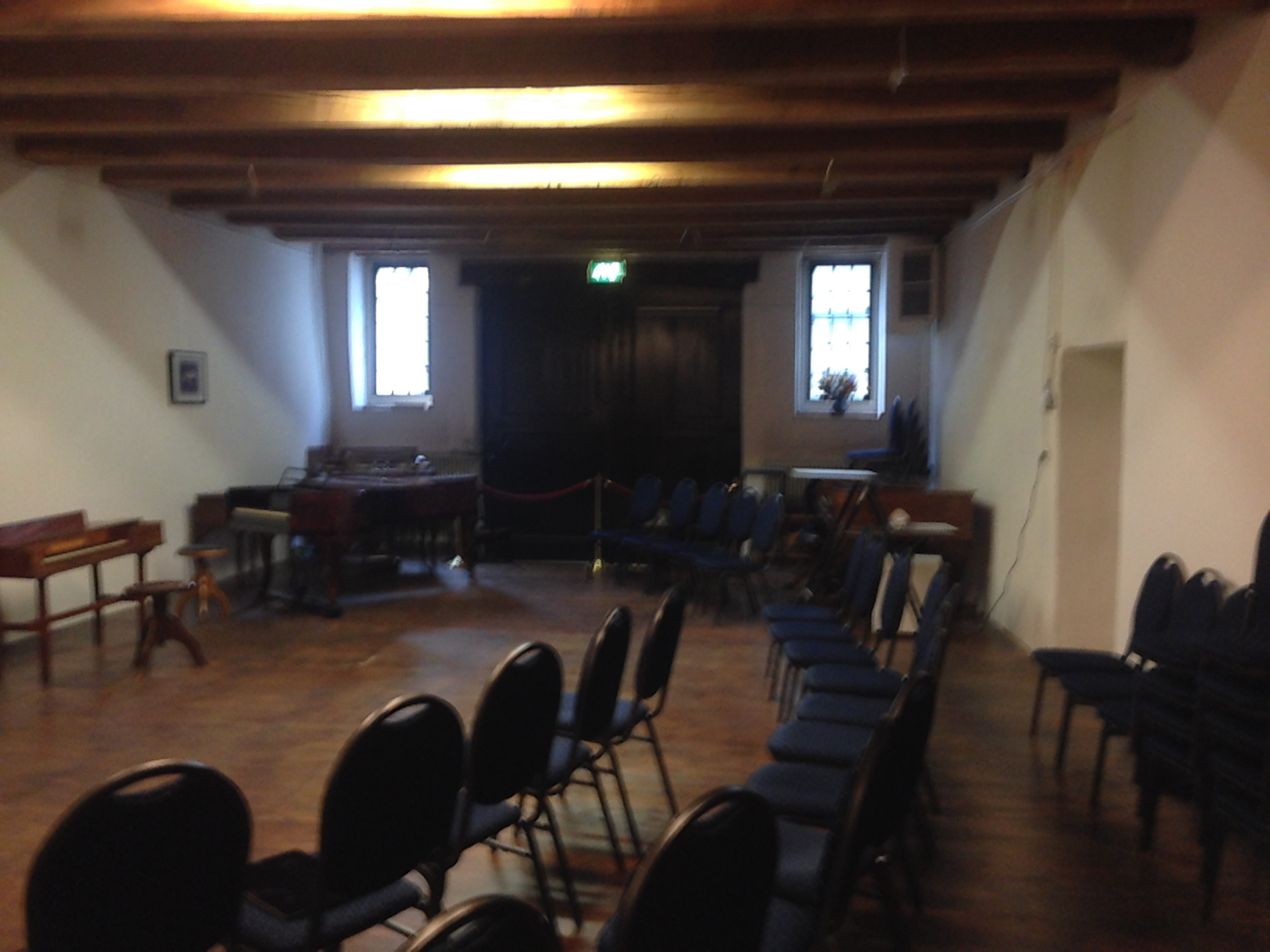
Concerzaal
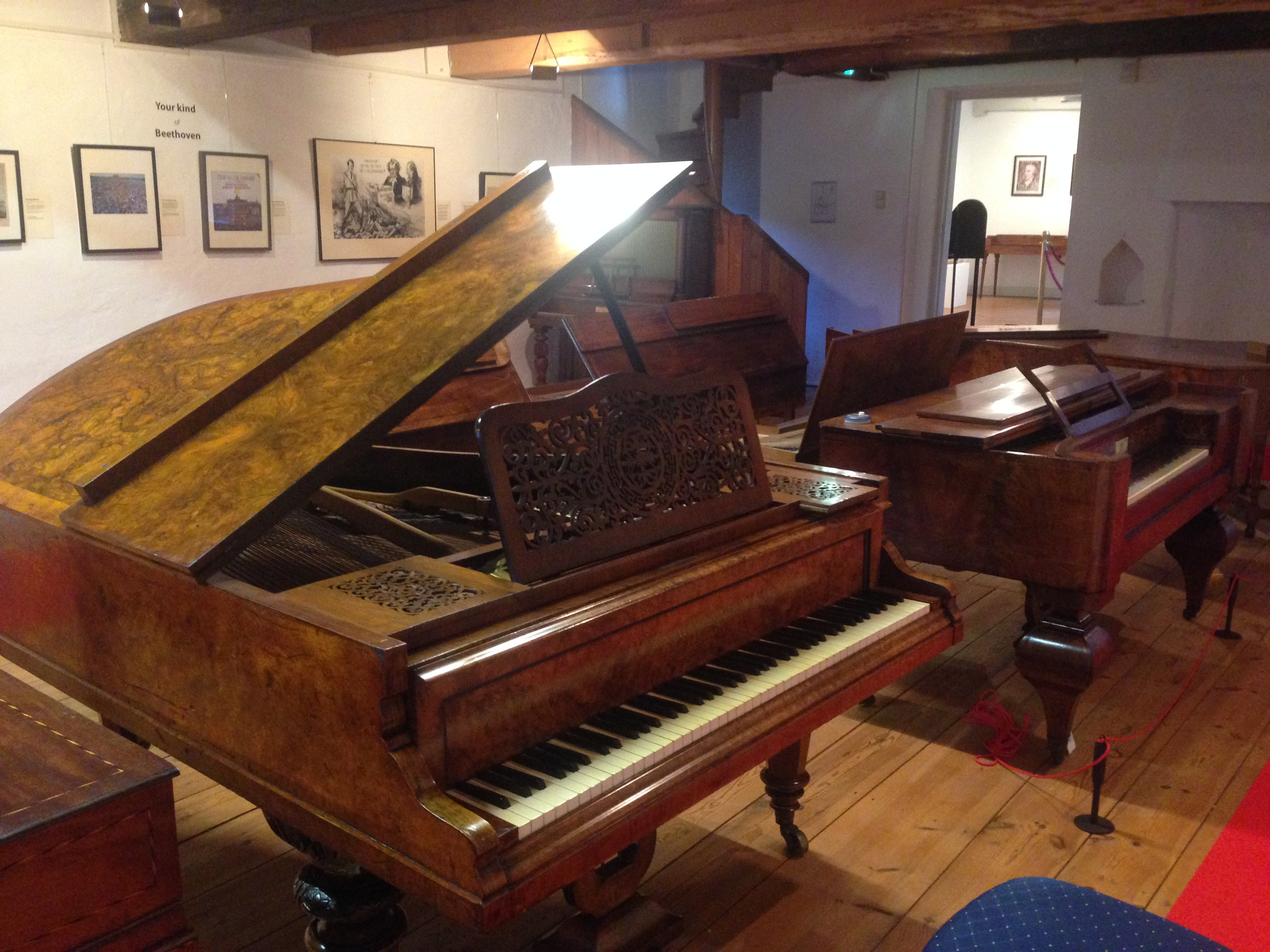
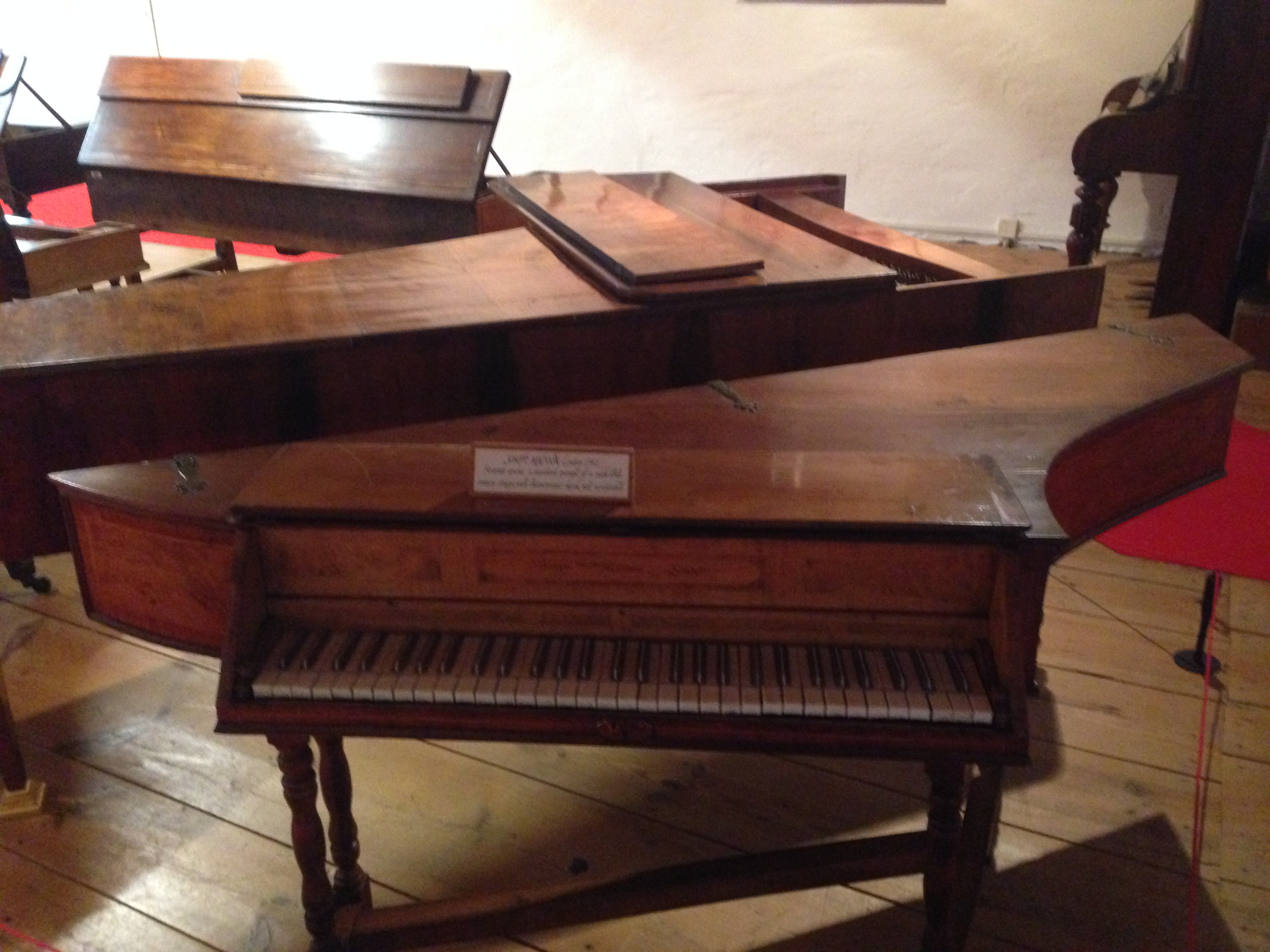
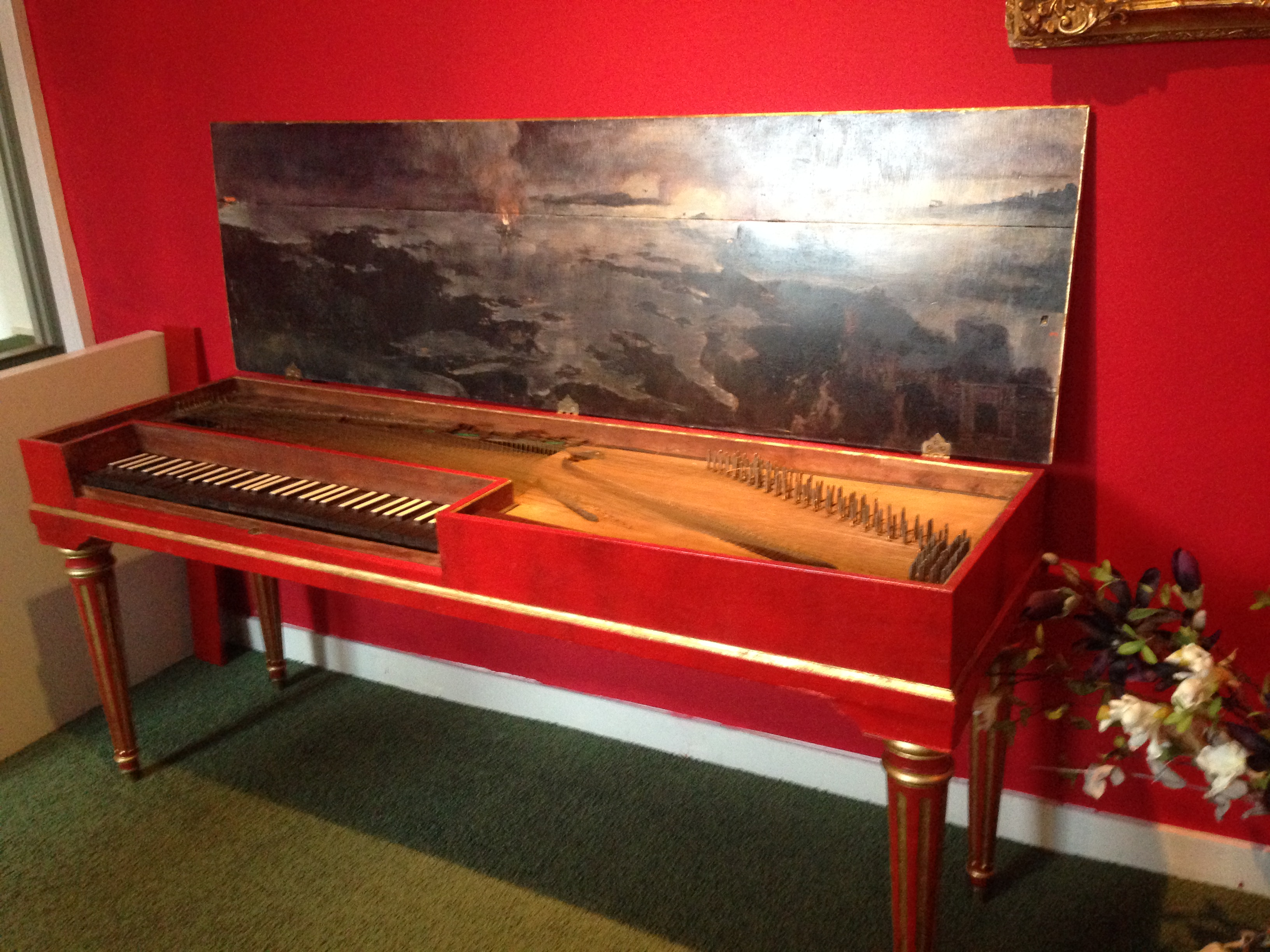
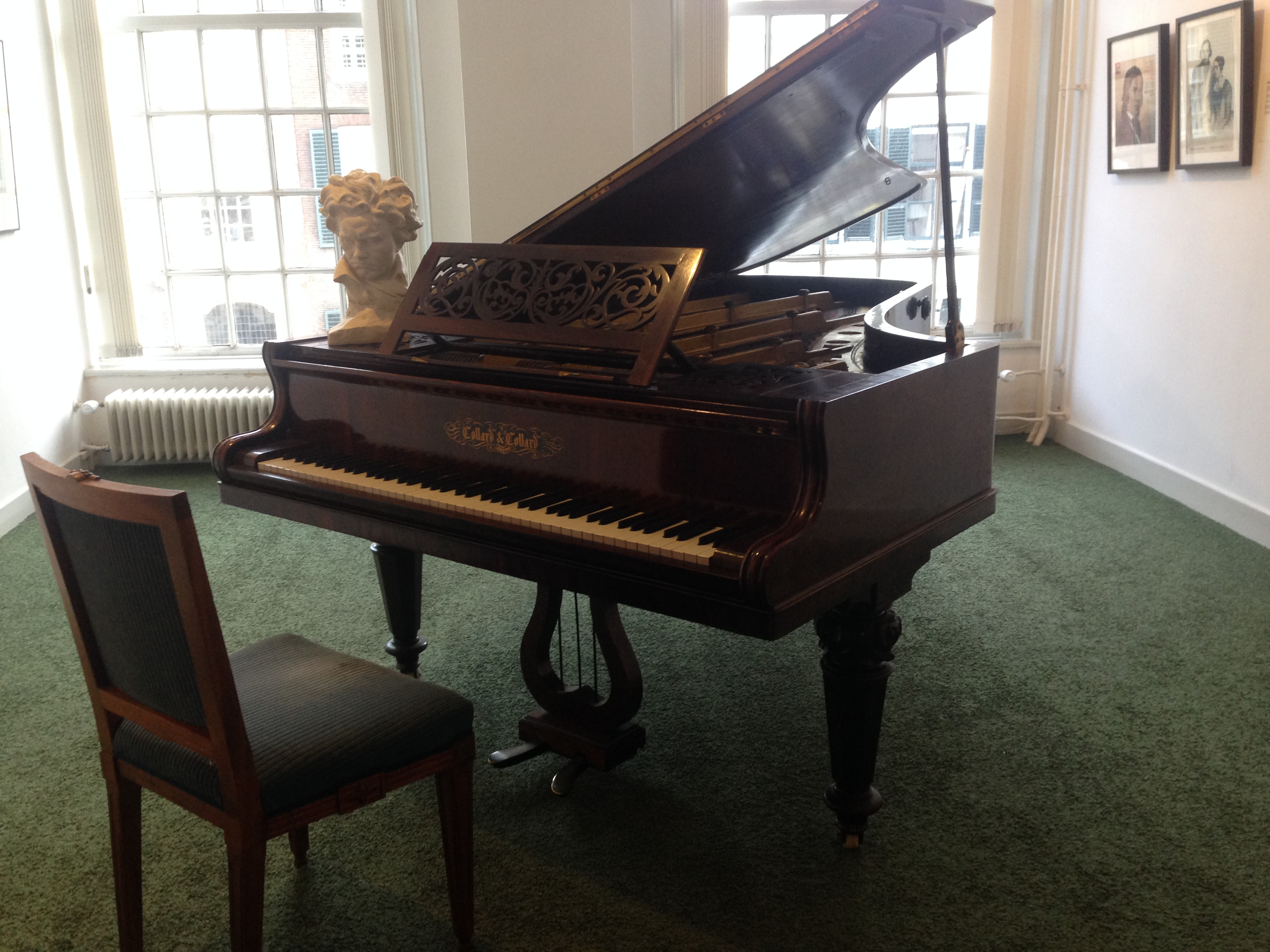
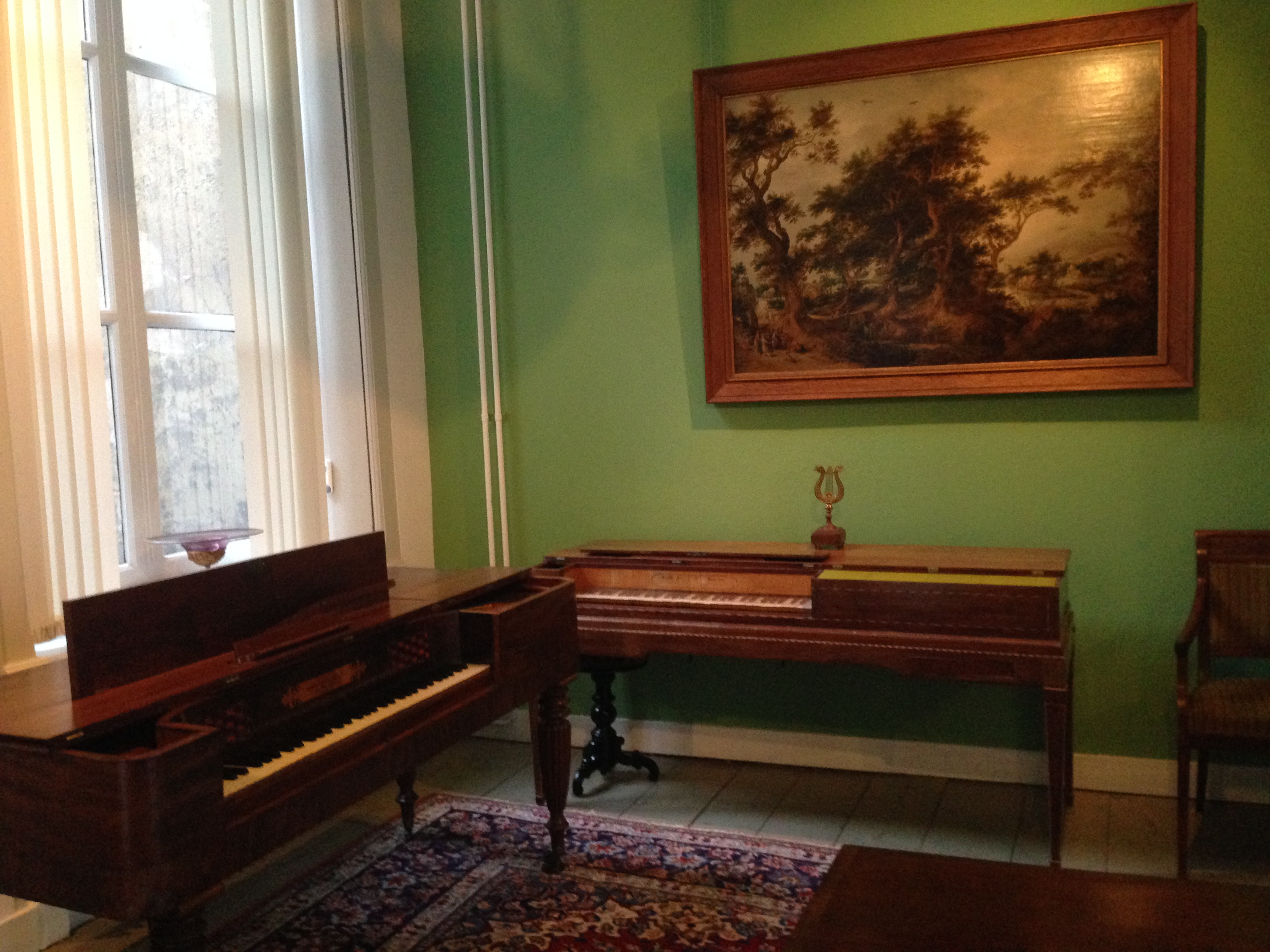